# Hymenocallis occidentalis
Hymenocallis occidentalis es una especie de planta bulbosa geófita perteneciente a  la familia de las amarilidáceas. Es originaria del centro y sudeste de los Estados Unidos.

## Descripción
Es una planta bulbosa no rizomatosa, globosa. Las hojas caducas, arqueadas a suberectas, de 3.5-6 dm × 6.2 cm, oblanceoladas, ligeramente canalizadas,  el ápice  agudo. Escapo de 5-7 dm, de 2 filos, glauco. El fruto en cápsulas ampliamente triangulares a subglobosas. Semillas subglobosas.

## Taxonomía
Hymenocallis occidentalis fue descrita por (Leconte) Kunth y publicado en Enumeratio Plantarum Omnium Hucusque Cognitarum 5: 856, en el año 1850.
Etimología
Hymenocallis: nombre genérico que proviene del griego y significa "membrana hermosa", aludiendo a la corona estaminal que caracteriza al género.
occidentalis: epíteto latino que significa "del oeste".
Variedades
- Hymenocallis occidentalis var. eulae (Shinners) Ger.L.Sm. & W.S.Flory
- Hymenocallis occidentalis var. occidentalis

Sinonimia
- Pancratium occidentale Leconte[5]